# Anders Wiman

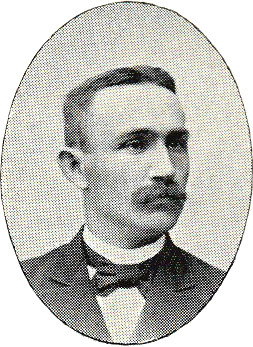
Anders Wiman

Anders Wiman (* 11. Februar 1865 in Hammerlöf; † 13. August 1959 in Lund) war ein schwedischer Mathematiker.

## Leben
Nach dem Abitur 1885 in Lund besuchte er die Universität Lund, wo er 1892 bei Carl Björling promoviert wurde (Klassifikation af regelytorna af sjette graden, „Klassifikation der Regelflächen 6. Grades“). 1901 wurde er außerordentlicher und 1906 ordentlicher Professor an der Universität Uppsala. 1930 ging er in den Ruhestand. Er publizierte aber noch bis ins hohe Alter (1954). 
Wiman war ab 1908 Redakteur der Acta Mathematica. Er befasste sich vor allem mit algebraischer Geometrie und Anwendungen der Gruppentheorie in der Geometrie sowie Funktionentheorie. Zum Beispiel bewies er, dass es für {\displaystyle n>7} keine Gruppen von Kollineationen in weniger als {\displaystyle n-2} Dimensionen gibt, die isomorph zur symmetrischen oder alternierenden Gruppe von {\displaystyle n} Variablen sind. Er bestimmte auch alle endlichen Gruppen birationaler Transformationen der Ebene. Er schrieb den Artikel über endliche Gruppen linearer Transformationen in der Enzyklopädie der mathematischen Wissenschaften. In der Funktionentheorie untersuchte er ganze Funktionen. Die nach ihm und Georges Valiron benannte Wiman-Valiron-Theorie führte er 1914/16 ein. Ein von ihm gefundener Satz über den Minimalbetrag ganzer Funktionen ist auch als Satz von Wiman bekannt. Seine Untersuchungen über die Nullstellen der Ableitungen ganzer Funktionen hatten – zusammen mit ähnlichen Untersuchungen von George Pólya – großen Einfluss auf die Theorie der ganzen Funktionen, insbesondere die inzwischen bewiesene Wiman-Vermutung und die Pólya-Wiman-Vermutung haben viele Forschungen angeregt.
1905 wurde er zum Mitglied der Königlich Schwedischen Akademie der Wissenschaften gewählt. 1938 wurde er Ehrenmitglied der Königlichen Gesellschaft der Wissenschaften in Uppsala.
Zu seinen Schülern zählen Fritz Carlsson und Arne Beurling.